# Leònida Malatesta de Montecodruzzo
Leònida Malatesta de Montecodruzzo (1500 - 1557) fou fill de Malatesta Malatesta de Gaggio. Fou comte de Montecodruzzo (tot el feu el 1541), i fou senyor Gaggio, Villalta, Serra, Tornano i Ciola Araldi el 1541.
Fou capità de cavalleria de Venècia el 1528, capità del duc d'Urbino el 1547 i del duc de Florència el 1549, i comissari i governador ducal a Valdichiana i Montepulciano (nomenat el 19 de setembre de 1554 i comissari i governador ducal de Piombino al desembre del 1555.
Fou coronel d'infanteria a l'exèrcit del Papa el 1556. Va morir a Montecodruzzo el 7 de novembre de 1557. Es va casar el 1521 amb Cassandra Cini. Va deixar sis fills: Lambert Malatesta de Montecodruzzo, Jaume Malatesta de Roncofreddo; Malatesta (patge del duc de Florència, capità de Florència el 1554, amant de Maria de Medici filla gran del duc, encarcerat va poder fugir i es va posar al servei de Venècia el 1557, però fou assassinat per sicaris de Cosme de Medici a Famagusta el 1564), Gerolamo, Vicenzo (mort jove) i Laura.